# 카타르 아미르
이 문서는 카타르의 군주에 대해 설명한다.

## 카타르 에미르(국왕) 목록
| 이름                               | 재임             | 재임             | 비고                                                |
| 이름                               | 시작             | 종료             | 비고                                                |
| ---------------------------------- | ---------------- | ---------------- | --------------------------------------------------- |
| H.H 셰이크 모하메드 빈 타니        | 1847년           | 1878년 12월 18일 | 1878년 12월 18일 사망, 자심 빈 모하메드 알타니 계승 |
| H.H 셰이크 자심 빈 모하메드 알타니 | 1878년 12월 18일 | 1913년 7월 17일  | 1913년 7월 17일 사망, 압둘라 빈 자심 알타니 계승    |
| H.H 셰이크 압둘라 빈 자심 알타니   | 1913년 7월 17일  | 1949년 8월 20일  | 1957년 4월 25일 사망                                |
| H.H 셰이크 알리 빈 압둘라 알타니   | 1949년 8월 20일  | 1960년 9월 3일   | 1974년 8월 31일 사망                                |
| H.H 셰이크 아마드 빈 알리 알타니   | 1960년 9월 3일   | 1972년 2월 22일  | 사촌 칼리파에 의해 퇴위, 1977년 사망                |
| H.H 셰이크 칼리파 빈 하마드 알타니 | 1972년 2월 22일  | 1995년 6월 27일  | 쿠데타로 축출, 2016년 사망                          |
| H.H 셰이크 하마드 빈 할리파 알사니 | 1995년 6월 27일  | 2013년 6월 25일  | 양위, 생존                                          |
| H.H 셰이크 타밈 빈 하마드 알사니   | 2013년 6월 25일  | 현직             |                                                     |

## 같이 보기
- 카타르의 총리